# Бурейко, Валентина Ивановна
Валентина Ивановна Бурейко (1929—1998) — советская работница просвещения, учительница, Герой Социалистического Труда.

## Биография
Родилась 23 сентября 1929 года в посёлке Горловка (ныне город Донецкой области Украины). Русская.
Работала учителем русского языка в средней школе Милютинского района Ростовской области.
С 1936 года училась в местной школе, с перерывом на немецкую оккупацию в годы Великой Отечественной войны.
В 1947 году, из-за тяжёлого материального положения, перешла из дневной школы в вечернюю. Пришла работать на Горловский машиностроительный завод имени С.М. Кирова. Работала ученицей копировщика, копировщицей, чертёжницей. Без отрыва от производства продолжала учёбу в вечерней школе.
В 1950 году, после получения аттестата зрелости, уехала в город Таганрог Ростовской области, где поступила в Таганрогский учительский институт. Учёбу сочетала с работой пионервожатой в 9-й базовой школе. В 1952 году окончила институт по специальности «учитель русского языка и литературы».
С сентября 1952 года работал преподавателем Милютинской средней школы (Ростовская область). В 1957 году состоялся первый выпуск учеников молодого педагога. В 1960 году окончила заочно пединститут в городе Шахты Ростовской области.
Член КПСС с 1964 года.
Из служебной характеристики: 

«...проявила себя как талантливый учитель и воспитатель подрастающего поколения. В совершенстве знает свой предмет, владеет разнообразными, современными прогрессивными методами обучения. Умеет найти подход к каждому ученику, много работает с учащимися индивидуально, знает особенности характера каждого своего питомца, его домашние условия и родителей»— 
.
Из наградного листа: 

«Талантливый педагог и воспитатель, она добивается высоких показателей в учебно-воспитательной работе. Многие годы она работает без второгодников, а половина её воспитанников учится на «хорошо» и «отлично», они отличаются высоким уровнем воспитанности и после окончания шкалы становятся активными строителями коммунизма.
Опыт работы т. Бурейко В.И. по нравственному, патриотическому, интернациональному воспитанию на уроках и во внеучебное время обобщён методкабинетам и широко распространён в школах района»— 
.
Указом Президиума Верховного Совета СССР от 27 июня 1978 года за большие заслуги в деле обучения и коммунистического воспитания учащихся Бурейко Валентине Ивановне присвоено звание Героя Социалистического Труда с вручением ордена Ленина и золотой медали «Серп и Молот».
В 1984 года - пенсионер союзного значения.
Жила в хуторе Юдино станицы Милютинская Ростовской области.
Умерла в 29 июля 1998 году. Похоронена на кладбище станицы Милютинская.

## Память
В память о Валентине Бурейко в Милютинском районе проходит ежегодный волейбольный турнир.

## Награды
- Награждена орденами Ленина (27.06.1978), Трудового Красного Знамени (20.07.1971)[1].
- Также награждена медалями.